# الجدل حول المعلومات المضللة لوكالة المخابرات المركزية 1995

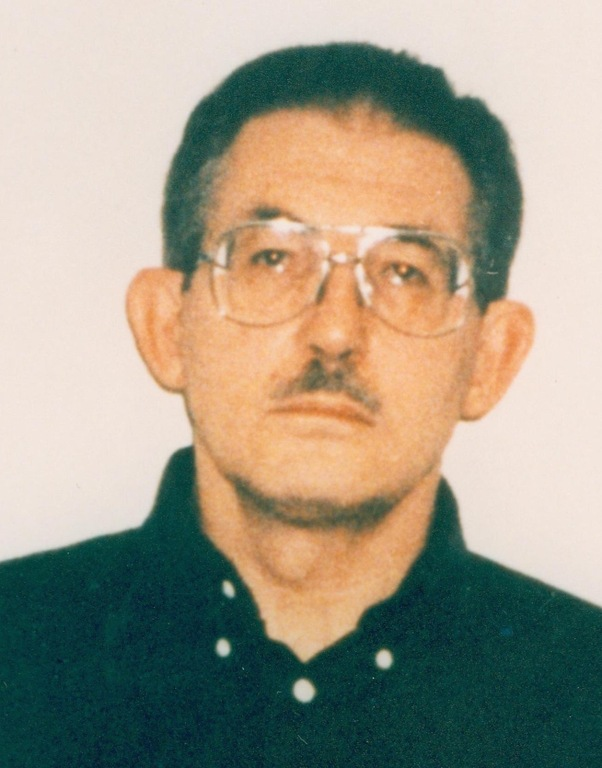
صورة لعميل المخابرات السوفييتية ألدريش أميس بعد إلقاء القبض عليه عام 1994.

نشأ جدل حول المعلومات المضللة لوكالة المخابرات المركزية عام 1995 عندما كشفت وكالة المخابرات المركزية أنه بين عامي 1986 و1994، قُدمت تقارير استخباراتية إلى الحكومة الأمريكية بناءً على استخبارات بشرية من عملاء سوفييت مؤكدين أو مشتبه بهم. وفي الفترة منذ عام 1985 وحتى اعتقاله في فبراير 1994، عرّض ضابط وكالة المخابرات المركزية والجاسوس النائم التابع للاستخبارات السوفيتية ألدريش أميس مصادر الوكالة وعملياتها للخطر في الاتحاد السوفيتي وأوروبا الشرقية، مما أدى إلى اعتقال العديد من عملاء وكالة المخابرات المركزية وإعدام ما لا يقل عن عشرة منهم. سمح ذلك للاستخبارات السوفيتية باستبدال عملاء وكالة المخابرات المركزية بعملائها أو إجبارهم على التعاون، ثم حول العملاء المزدوجون مزيجًا من المعلومات المضللة والمواد الحقيقية إلى المخابرات الأمريكية. على الرغم من أن فرق وكالة المخابرات المركزية المختصة بالاتحاد السوفيتي وأوروبا الشرقية ووسط أوراسيا كانت تعلم أو تشتبه أن المصادر هم عملاء سوفييت مزدوجين، لكنهم مع ذلك نشروا هذه المواد «المغذية» داخل الحكومة. حتى أن بعض هذه التقارير الاستخباراتية وصلت إلى الرئيسين رونالد ريغان، وجورج هربرت واكر بوش، وكذلك الرئيس المنتخب بيل كلينتون.
أدى الكشف عن الخدعة في عام 1995، بعد التحقيقات في قضية أميس، إلى ضجة إعلامية وانتقادات شديدة من الكونغرس. حدد المفتش العام للوكالة، فريدريك هيتز، 12 من أفراد وكالة المخابرات المركزية واعتبرهم مسؤولين عن الهفوة، من بينهم ثلاثة مديرين سابقين، وانتقد مدير وكالة المخابرات المركزية جون إم. دويتش سبعة من هؤلاء الموظفين، واصفًا هذه القضية بأنها «فشل استخباراتي كبير». خلص تقييم الأضرار إلى أن المعلومات المضللة غيرت التحليلات الاستخباراتية للجيش السوفيتي (ولاحقًا الروسي) في نهاية الحرب الباردة، مما خلق انطباعًا خاطئًا عن القوة السوفيتية، ومع ذلك، أثبتت الاتهامات الأولية بأن التقارير الخاطئة التي أدت إلى إنفاق البنتاغون مليارات الدولارات مبالغ فيها. وبغض النظر عن ذلك، فإن الكشف عن هذا الإخفاق أدى إلى تقويض مصداقية وكالة الاستخبارات المركزية في أعقاب قضية أميس.

## الخلفية
ألدريش أميس، عميل المخابرات المركزية الأمريكية الذي عمل في فريق الاتحاد السوفيتي وأوروبا الشرقية، اتصل بالسفارة السوفيتية في واشنطن العاصمة في 16 أبريل 1985، وفي غضون شهر تلقى 50.000 دولار من الاستخبارات السوفيتية مقابل خدمة التجسس. اجتمع مع المسؤول السوفيتي والوسيط سيرجي ديميترييفيتش تشوفاخين في 13 يونيو، ومرر أميس له وثائق منسوخة تحدد أكثر من عشرة عملاء سوفيتيين يعملون لصالح وكالة المخابرات المركزية ومكتب التحقيقات الفيدرالي. بدأ السوفييت في اعتقال العملاء الأمريكيين وإعدامهم في بعض الأحيان في وقت لاحق في عام 1985، وأدركت وكالة المخابرات المركزية أنها «واجهت مشكلة كبيرة في المخابرات المركزية». وقعت الشكوك في البداية على إدوارد لي هوارد، وهو ضابط سابق في وكالة المخابرات المركزية والذي عرض أيضًا عمليات وكالة المخابرات المركزية في عام 1985 للخطر، وانشق إلى الاتحاد السوفيتي في 21 سبتمبر. ومع ذلك، أدركت وكالة المخابرات المركزية بحلول خريف عام 1985 أن هوارد لم يكن مسؤولًا عن جميع الأضرار. ألقي القبض على ثلاثة عملاء وهم من أهم مصادر وكالة المخابرات المركزية الأمريكية بحلول خريف عام 1985 وأعدِموا فيما بعد، وتعرضوا للخيانة من قبل أميس وليس هوارد. بحلول ديسمبر، اختفى ستة عملاء من فريق الاتحاد السوفيتي وأوروبا الشرقية، وهو توجه استمر حتى عام 1986، ووفقًا لتقرير صادر عن الكونغرس، فإن أكثر من 20 عملية كشف عنها أميس «ترقى إلى مستوى الانهيار الفعلي لعمليات وكالة المخابرات المركزية في الاتحاد السوفيتي». اعتبِر أميس، الذي ذكر أنه تجسس لصالح المخابرات الروسية بسبب ديونه المالية، مسؤولًا عن اعتقال وإعدام عشرة مصادر أمريكية، لإعطائه آلاف الصفحات من الوثائق السرية إلى السوفييت واعترافه لاحقًا بالكشف عن أكثر من 100 من عمليات وكالة المخابرات المركزية، ومكتب التحقيقات الفيدرالي، والجيش، والحلفاء.